# Stéarate d'aluminium
Le stéarate d'aluminium, ou tristéarate d'aluminium, est un émulsifiant. Il est employé dans la fabrication de peintures et de lubrifiants.
Le stéarate d'aluminium est aussi un additif alimentaire (E573) utilisé comme anti-agglomérant et émulsifiant, qui peut être employé dans le chewing-gum ou le café instantané.